# Non con me tesoro
Non con me tesoro (Nicht mit mir, Liebling) è un film per la televisione tedesco di Thomas Nennstiel, trasmesso su ARD il 23 marzo 2012 in Germania. In Italia è stato trasmesso il 25 agosto 2013 su Rai 1.

## Trama
Nina e Robert von der Heyden sono sposati da molti anni. Il loro matrimonio è stato un periodo felice, ma negli ultimi anni Nina si è limitata a fare la casalinga: per la famiglia è stata persino disposta a lasciare il suo lavoro di avvocato. Robert, sindaco della città in cui vivono, sta finendo il terzo mandato, ma si ricandida ugualmente nonostante la coppia avesse da tempo deciso diversamente. Dopo aver scoperto che il marito ha anche una relazione extraconiugale con la sua segretaria Jaqueline, Nina decide di lasciarlo e accetta la proposta dell'amico d'infanzia Philipp, suo ex fidanzato e militante nel partito opposto a quello di Robert, di candidarsi sindaco per la sua lista, che promette di essere particolarmente attiva nel movimento ambientalista: i due coniugi von der Heyden si trovano così ad essere sfidanti, con disappunto della figlia Alice, che si sente in imbarazzo. Durante la campagna elettorale Nina scopre degli scandali ambientalisti di cui il marito non è a conoscenza e alla fine le elezioni si concludono con una vittoria schiacciante per la donna, che decide anche di salvare il proprio matrimonio e respingere le avances di Philipp.